# Joanna Kaczmarska-Bieżyńska
Joanna Kaczmarska-Bieżyńska – polska pianistka, kameralistka i pedagog.
Absolwentka Akademii Muzycznej w Łodzi (klasa fortepianu prof. Tadeusza Chmielewskiego, dyplom z wyróżnieniem). Na tej uczeni prowadziła klasę fortepianu i uzyskała stopień doktora. Pracowała również na Akademii Muzycznej w Poznaniu, gdzie uzyskała habilitację (2010). Od 2014 zatrudniona na stanowisku profesora Uniwersytetu Adama Mickiewicza w Poznaniu (prowadzi zajęcia z fortepianu na Wydziale Pegagogiczno-Artystycznym w Kaliszu).
Jako kameralistka współpracuje bądź współpracowała m.in. z Robertem Adamczakiem (fortepian), Urszulą Janik (flet), Agnieszką Makówką-Saciuk (mezzosopran), Krzysztofem Malickim (flet), Jarosławem Pietrzakiem (skrzypce), Joanną Przybylską (fortepian). Występowała na wielu scenach polskich, w tym na Festiwalu Pianistyki Polskiej w Słupsku, Konfrontacjach Chopinowskich w Antoninie a także w Estonii, Francji, Łotwie, Niemczech, Rosji i na Białorusi.
Wraz z Urszulą Janik nagrała płytę Barwy fletu (Accord, 2012).